# Thomas Douglas (Schauspieler)
Thomas Douglas, auch Thomas R. Douglas, (* 29. Oktober 1972 in Lusaka, Sambia) ist ein schweizerisch-britischer Film- und Theaterschauspieler.

## Leben
Thomas Douglas wuchs zweisprachig (Deutsch und Englisch) in Sambia, Iran und Deutschland auf. Sein Schauspielstudium schloss er 1999 an der Hochschule für Musik und Theater in Hamburg mit dem Diplom ab. Festengagements am Theater Neumarkt Zürich (1999–2001, Leitung: Crescentia Dünsser und Otto Kukla) und am Theater Basel (2001–2005, Leitung: Stefan Bachmann und Lars-Ole Walburg) führten ihn in die Schweiz. Von 2006 bis 2012 war Thomas Douglas Mitglied der Freien Theatergruppe Capriconnection. 2012 spielte er an der Seite von Klaus Maria Brandauer in dem Kalter-Krieg-Spionage-Film Manipulation.

## Filmografie (Auswahl)

### Film
- 2024: Sew Torn, Regie: Freddy Macdonald
- 2021: Spencer, Regie: Pablo Larraín
- 2019: Moskau Einfach!, Regie: Micha Lewinsky
- 2019: Die traurige Ballade der Isabelle K. (Kurzfilm), Regie: Carlo Beer
- 2019: Parasomniac
- 2018: Zwingli, Regie: Stefan Haupt
- 2012: Manipulation, Regie: Pascal Verdosci, Alex Martin
- 2010: Zu Zweit, Regie: Barbara Kulcsar
- 2008: Zwerge Sprengen, Regie: Michael Schertenleib
- 2008: Das Fräuleinwunder, Regie: Sabine Boss
- 2008: Im Sog der Nacht, Regie: Markus Welter
- 2006: Autopiloten, Regie: Frank Günther
- 2005: Liebe macht die kleine Seele gross
- 2005: Handyman
- 2003: Tilt, Regie: Michael Venus
- 1998: Ran an den Speck (Kurzfilm), Regie: Samira Radsi

### Fernsehen
- 2024: Maxton Hall, Regie: Martin Schreier, Tarek Roehlinger
- 2023: SOKO Köln (Fernsehserie, Folge: Fuchsmann)
- 2022: Der Usedom-Krimi: Gute Nachrichten
- 2022: Tatort: Warum, Regie: Max Färberböck
- 2021: The Billion Dollar Code (Miniserie), Regie: Robert Thalheim
- 2020: Tatort: Rebland, Regie: Barbara Kulcsar
- 2020: Das Leben ist kein Kindergarten, Regie: Katja Benrath
- 2020: Frieden, Regie: Michael Schärer
- 2019: Über Land, Franz Xaver Bogner
- 2018: Um Himmels Willen (Fernsehserie, 1 Folge)
- 2017: WaPo Bodensee (Fernsehserie, 1 Folge)
- 2017: Gurlitts Schatten (Fernsehfilm), Regie: Barbara Kulcsar
- 2017: Der Bestatter, Folgen 4–6, Regie: This Lüscher
- 2017: Zwiespalt (Fernsehfilm), Regie: Barbara Kulcsar
- 2017: Wilder (Fernsehserie, 3 Folgen), Regie: Pierre Monnard
- 2014: Tatort: Schutzlos, Regie: Manuel Henri Flurin
- 2014: Tatort: Winternebel, Regie: Patrick Winczewski
- 2012: Europas letzter Sommer (Fernsehfilm), Regie: Bernd Fischerauer
- 2012: Der Weg zur Macht (Fernsehfilm), Regie: Bernd Fischerauer
- 2011: Konterrevolution (Fernsehfilm), Regie: Bernd Fischerauer
- 2011: Spetzlwirtschaft, Regie: Stefan Betz
- 2009: Die Nonne und der Kommissar – Todesengel
- 2007: Notruf Hafenkante (Fernsehserie, 1 Folge)
- 2007: Im Tal der wilden Rosen: Herz im Wind (Fernsehreihe)
- 1999: Zwei Männer am Herd (Fernsehserie, 1 Folge)
- 1998: Bella Block (Fernsehserie, 1 Folge), Regie: Markus Imboden
- 1998: Der Hahn ist tot (Fernsehfilm), Hermine Hundgeburth
- 1998: Der Pirat (Fernsehfilm), Regie: Bernd Schadewald
- 1997: Einsatz Hamburg Süd (Fernsehserie, 1 Folge)
- 2024: Maxton Hall – Die Welt zwischen uns (Fernsehserie, 4 Folgen)

## Theater (Auswahl)
- 2023: Oxford Spacebase, Regie: Anina La Roche, Till Wyler von Ballmoos
- 2022: Hotel zur schönen Aussicht, Luzerner Theater, Regie Martin Schulze
- 2022: Der Amokläufer, Luzerner Theater, Regie Katja Langenbach
- 2021: Il trionfo del tempo, Luzerner Theater, Regie: Anna-Sophie Mahler
- 2021: King Lear, Luzerner Theater, Regie: Heike M Goetze
- 2020: Waldesruh, Deutsche Oper Berlin, Regie: Anna-Sophie Mahler
- 2020: Odipus REC, Gare du Nord, Regie: Till Wyler von Ballmoos
- 2019: Tonhalle, Eine musiktheatralische Selbstbehauptung, Lucerne Festival / Luzerner Theater, Regie: Ruedi Häusermann
- 2018: Tonhalle, Eine musiktheatralische Selbstbehauptung , Musikbiennale, München, Regie: Ruedi Häusermann
- 2017: Die Schwarze Spinne. Ein Grusical nach Jeremias Gotthelf, Luzerner Theater, Luzern, Regie: Barbara Brüesch
- 2016: Die Unbeugsamen, Die Geschichte von Louis Carlos Prestes und Olga Benario Sogar Theater, Zürich, Regie: Nicole Tobler
- 2015: Die Fledermaus, Sommerfestival Haldenstein, Lindau, Regie: Barbara David Brüesch
- 2013–2019: Szenische Lesungen am Zürcher Kammerorchester, Regie und Spiel: Thomas Douglas
- 2013: We are Family, Winkelwiese Theater, Stadttheater Chur, Lokremise St. Gallen, Regie: Nicole Tobler
- 2013: Elegante Nichtigkeit / Richard Wagner, Theater am Neumarkt Zürich, Regie: Barbara Weber
- 2012: Expats, Theater am Neumarkt, Zürich, Regie: Barbara Weber
- 2012: Unendlicher Spass, Foster Wallace, HAU Berlin, Regie: Anna Viebrock
- 2012: Utopia, Theater Basel, Regie: Florentine Klepper
- 2012: Warten auf die Barbaren, Gessnerallee Zürich, Stadttheater Chur, Regie: Müller
- 2011: Zwergnase, Schauspielhaus Zürich, Regie: Corinna von Rad
- 2011: Ars Moriendi, Capriconnection, Kaserne Basel, Gessnerallee Zürich, Maillard Strasbourg, HAU 1 Berlin, Rundfunksaal Köln, Regie: Anna-Sophie Mahler
- 2010: Drei Schwestern, Theater Basel, Regie: Elias Perrig
- 2010: Orpheus Descending, Theater Basel, Regie: Florentine Klepper
- 2009: In Amreins Welt, Luzerner Theater, Regie: Ueli Jäggi
- 2009: Schlachtplatten, Rote Fabrik Zürich, Reithalle Bern, Centre Culturel Paris, Regie: Michel Schröder
- 2009: Schuld und Sühne, Luzerner Theater, Regie: Barbara Brüesch
- 2008: Herz der Finsternis, Gessnerallee Zürich, Regie: Michel Schröder
- 2008: Der Herr Verteidiger, Capriconnection, Kaserne Basel, Südpol Luzern, HAU Berlin. Regie: Anna Sophie Mahler
- 2007: Prinzessinnendramen, Schauspiel Frankfurt, Regie: Corinna von Rad
- 2007: Amphibienmensch: Gessnerallee Zürich, Kaserne Basel, Stadttheater Chur, Regie: Michel Schröder
- 2007: Lautlos: Schauspiel Hannover, Opernfestival MUC, Staatsoper Stuttgart, Regie: Ruedi Häusermann
- 2006: Wenn eine Dolores heisst, muss sie noch lange nicht schön sein, Schauspielhaus Zürich, Regie: Ruedi Häusermann
- 2006: Tote Fliegen verderben gute Salben, Projekt, Gare Du Nord, Basel / HAU 3, Berlin, Regie: Anna-Sophie Mahler
- 2006: Othello, Theater Freiburg, Regie: Christof Frick
- 2001–2005: Ensemblemitglied am Theater Basel

## Hörspiele (Auswahl)
- Lesungen und Hörspiele für das SRF und den SWF.
- 2017: u. a. Kilroy und Audioguides für das Zentrum Paul Klee in Bern

## Auszeichnungen
- 1998: Förderpreis des DAAD (Deutscher Akademischer Austauschdienst)
- 1998: Förderpreis des Bundesministeriums des Inneren für Schauspielstudenten anlässlich des Schauspieltreffens in München.
- 1998: Landessieger im Wettbewerb für Nachwuchsschauspieler der Vereins- und Westbank Hamburg.